# Trabalho de chão (dança)
Na dança, o trabalho de solo, do inglês floorwork, também chamado de footwork, refere-se aos movimentos realizados no chão; usado na dança moderna, particularmente na técnica de Graham e Hawkins, bem como no breakdance, particularmente na técnica Floor-Barre, que consistem inteiramente em trabalho no chão. O nível baixo (o piso) é um dos três níveis espaciais que os dançarinos podem ocupar, juntamente com o nível médio (bípedestre ou vertical) e o nível alto (aéreo ou salto).
Movimentos que mudam a relação do corpo com a gravidade e exige que os dançarinos naveguem entre os níveis mais altos e mais baixos ("entrar e sair do chão"); recursos centrais para o uso do trabalho de solo na coreografia e também afetam seu papel nas aulas de técnica. A execução suave deste requer articulações flexíveis, um corpo relaxado porém ativo e, atenção ao feedback cinestésico fornecido pelo piso.

## Concerto de dança

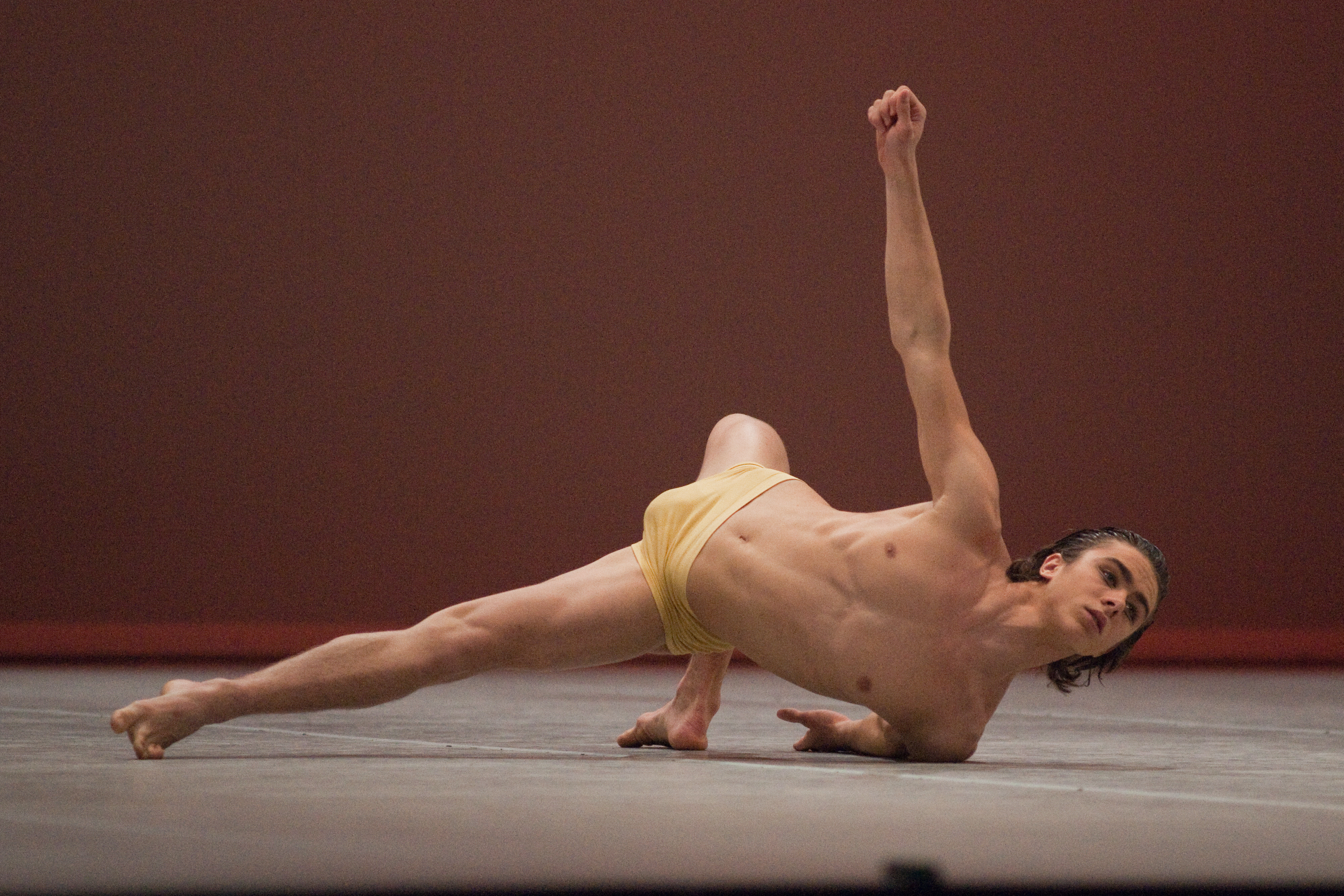
Trabalho de chão em uma variação do balé contemporâneo.

movimento six-step, um tipo de footwork (downrock).

O uso de floorwork é uma das principais diferenças entre a dança moderna e os gêneros de dança de concertos clássicos. Em 1911, Isadora Duncan incorporou o trabalho de chão nas danças, embora o crédito seja mais frequentemente dado a sua sucessora Martha Graham. O conceito está associado à técnica de Graham, por causa do seu uso extensivo e inovações amplamente imitadas, bem como o repertório único de quedas da técnica. Doris Humphrey foi creditada com inovações de piso em um contexto de dança de concerto.

Movimentos posteriores derivados da dança clássica moderna também usaram o chão extensivamente. O balé contemporâneo usa o chão como parte integrante da coreografia, em vez de ajoelhar ou desmoronar ocasionais do balé romântico mais antigos. Floorwork é essencial no gênero pós-moderno de improvisação de contato, no qual o chão pode até ser tratado como um parceiro.

movimento moinho vento esfaqueado, um tipo de powermove.

## Break dance
O trabalho de solo no break dance inclui o downrock, também chamado footwork - bem como certos movimentos de powermoves mais atléticos e acrobáticos. O downrock é realizado com o corpo apoiado nas mãos e pés, permitindo o dançarino exibir o controle do pé e a velocidade, realizando combinações intrincadas de footwork. O movimento fundamental do deste trabalho de chão é o 6-step. Muitas vezes faz a transição para movimentos dramáticos de poder, incluindo movimentos baseados no chão, como moinhos de vento e sinalizadores.
movimento six-step (6-step), um ttipo de footwork (downrock).
Downrock tornou-se comum em meados da década de 1970; Keith e Kevin Smith, conhecidos como "Nigga Twinz", foram creditados por essa popularização, assim como o Rock Steady Crew original. O surgimento do movimento de chão foi um desenvolvimento importante de quebra, marcando o fim do estilo inicial ou "old-school".
O power-footwork é um estilo promovido desde o final da década de 1980 pelo b-boy italiano The Next One (Maurizio Cannavò). Esta abordagem envolve a execução de passos de footwork altamente rápidos, tendo muito o uso de raspagens com as pernas (legwork), tornanado-se assim um powermove. O power-footwork expressa poder e dinamismo, porém com leveza e equilíbrio.

## Dança do ventre

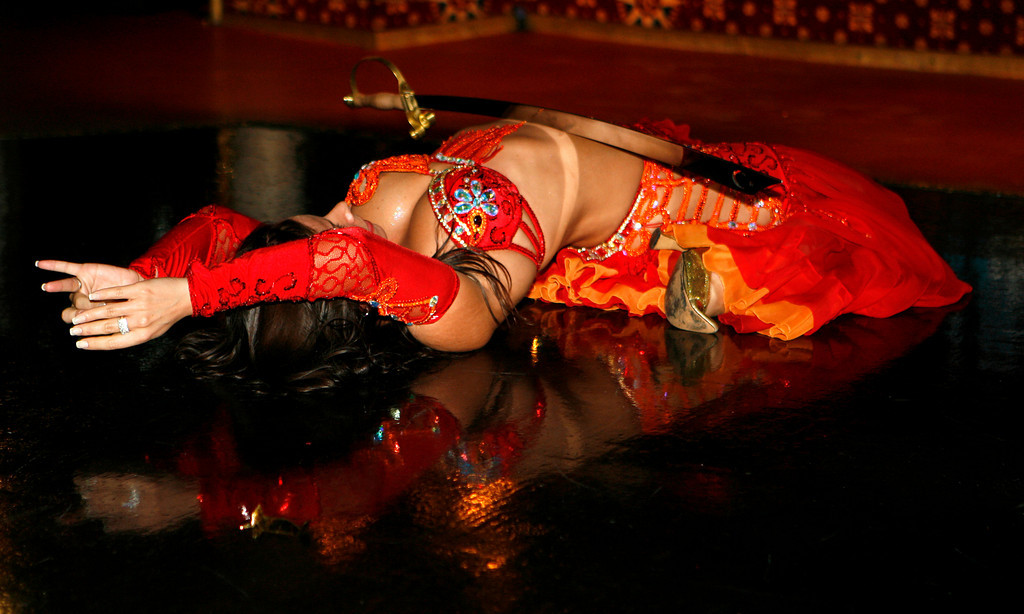
Dança do ventre, usando uma espada como suporte.

Floorwork é uma característica de muitos tipos de dança do ventre, envolvendo a manipulação de um adereço enquanto deitado no chão, destinado a mostrar o controle do dançarino. Masha Archer, como parte de um esforço na tentativa de mudar o que parecia características excessivamente sexualizadas da dança do ventre, rejeitou o trabalho de solo, porque não queria que o público desprezasse os dançarinos.

## Galeria

Exemplos de floorwork em vários estilos de dança
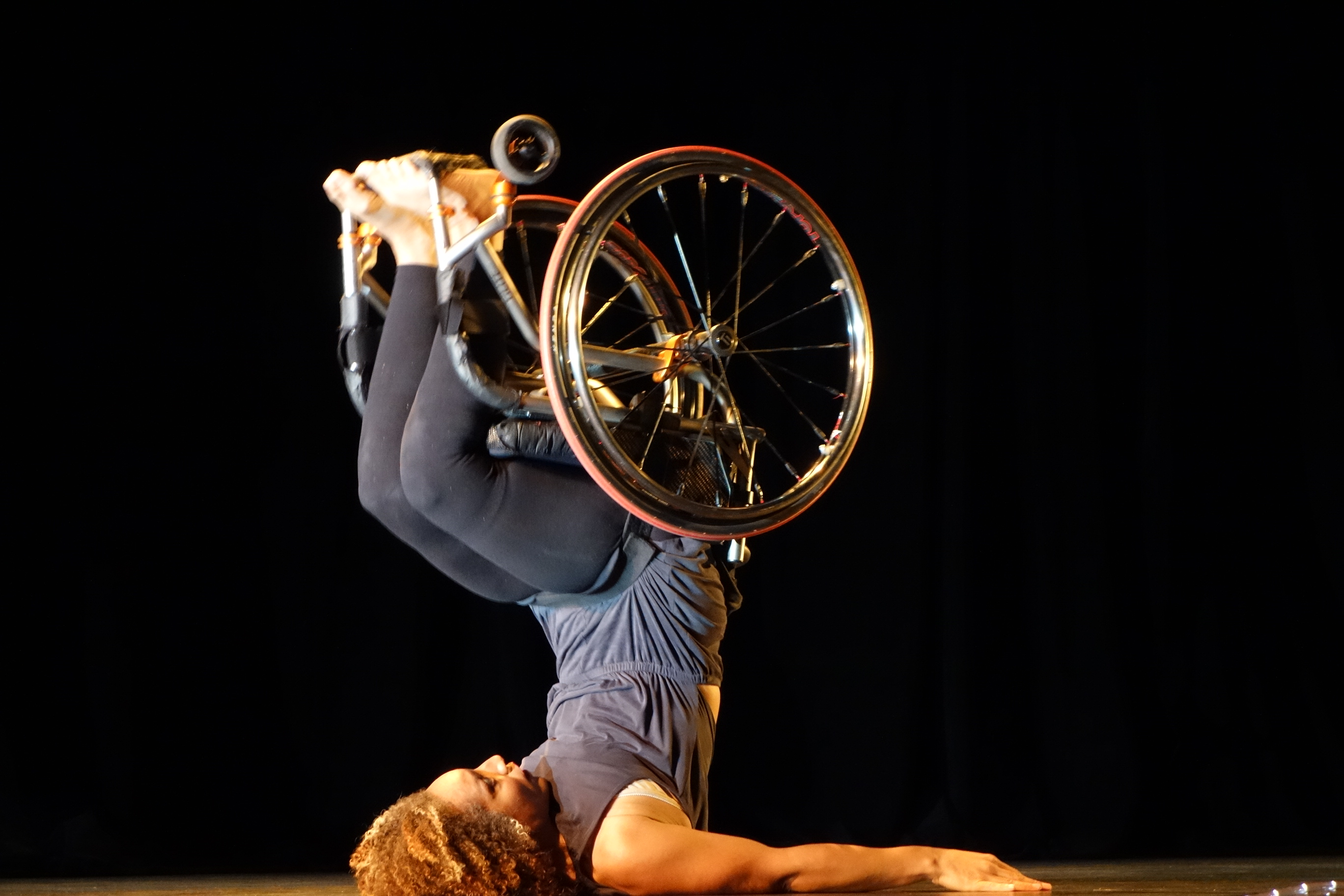
Em uma dança adaptativa solo
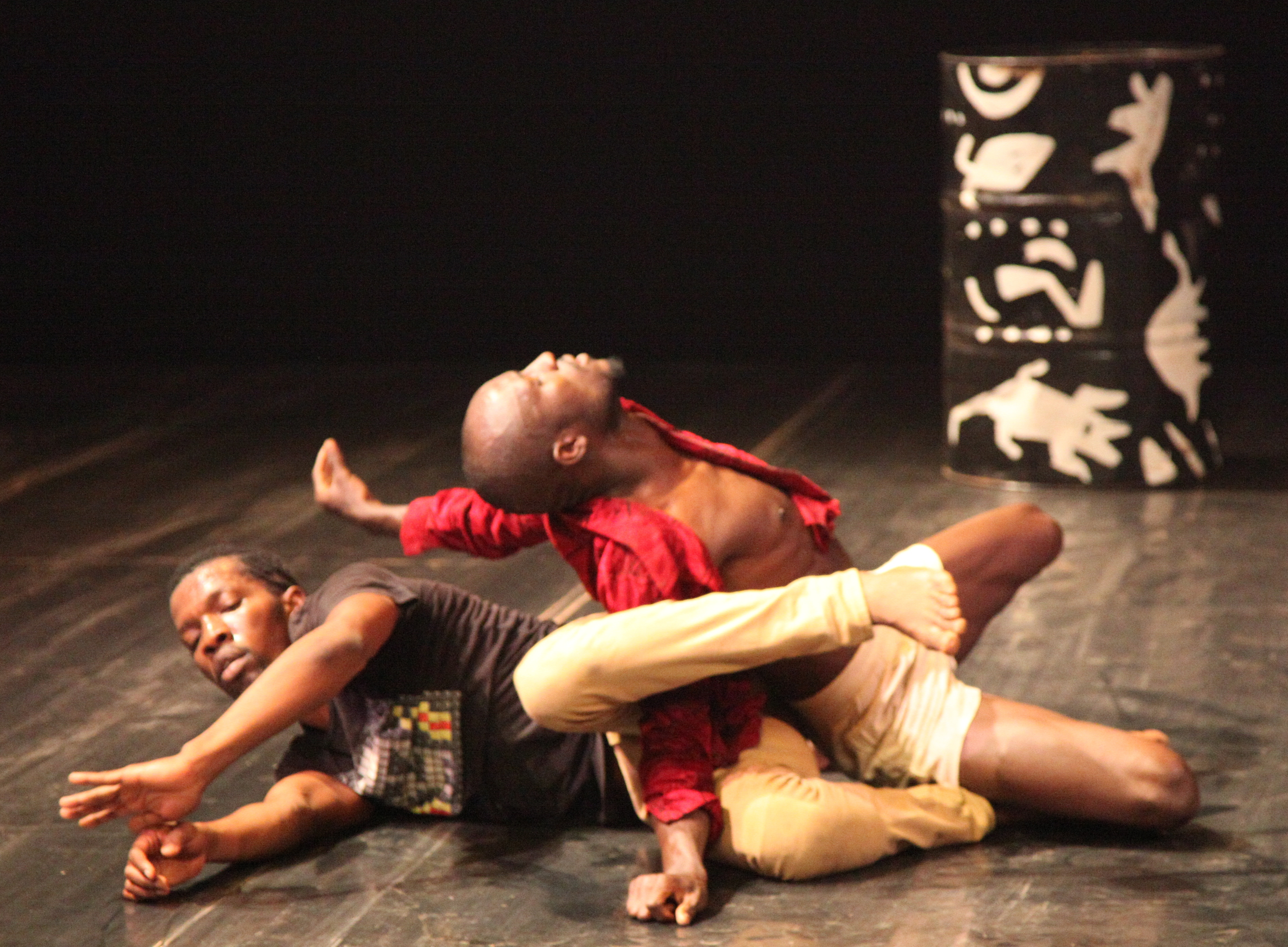
Em um dueto de dança contemporânea
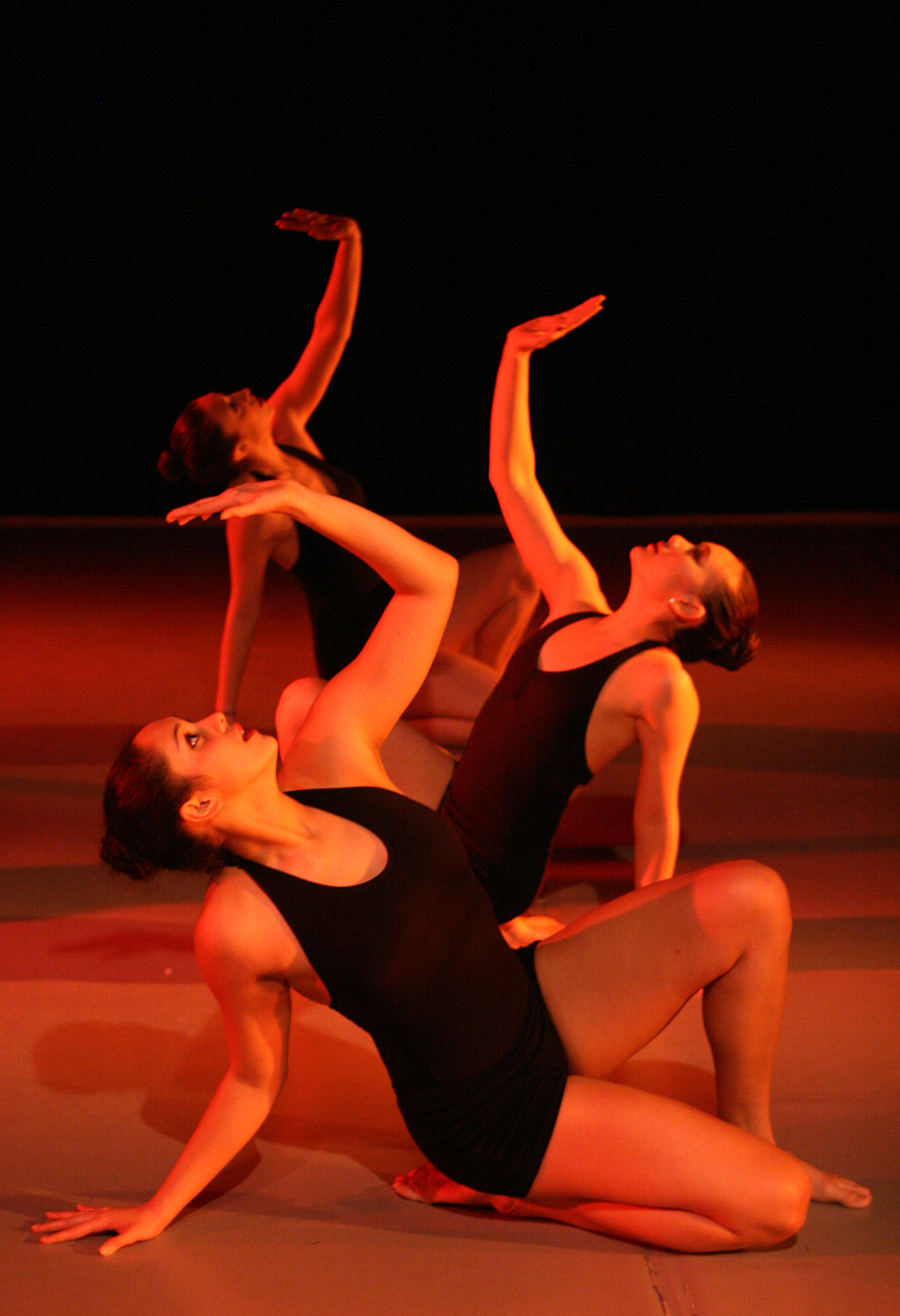
Em uma dança moderna
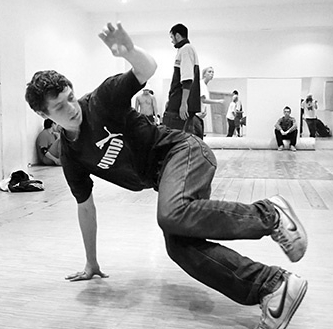
downrock
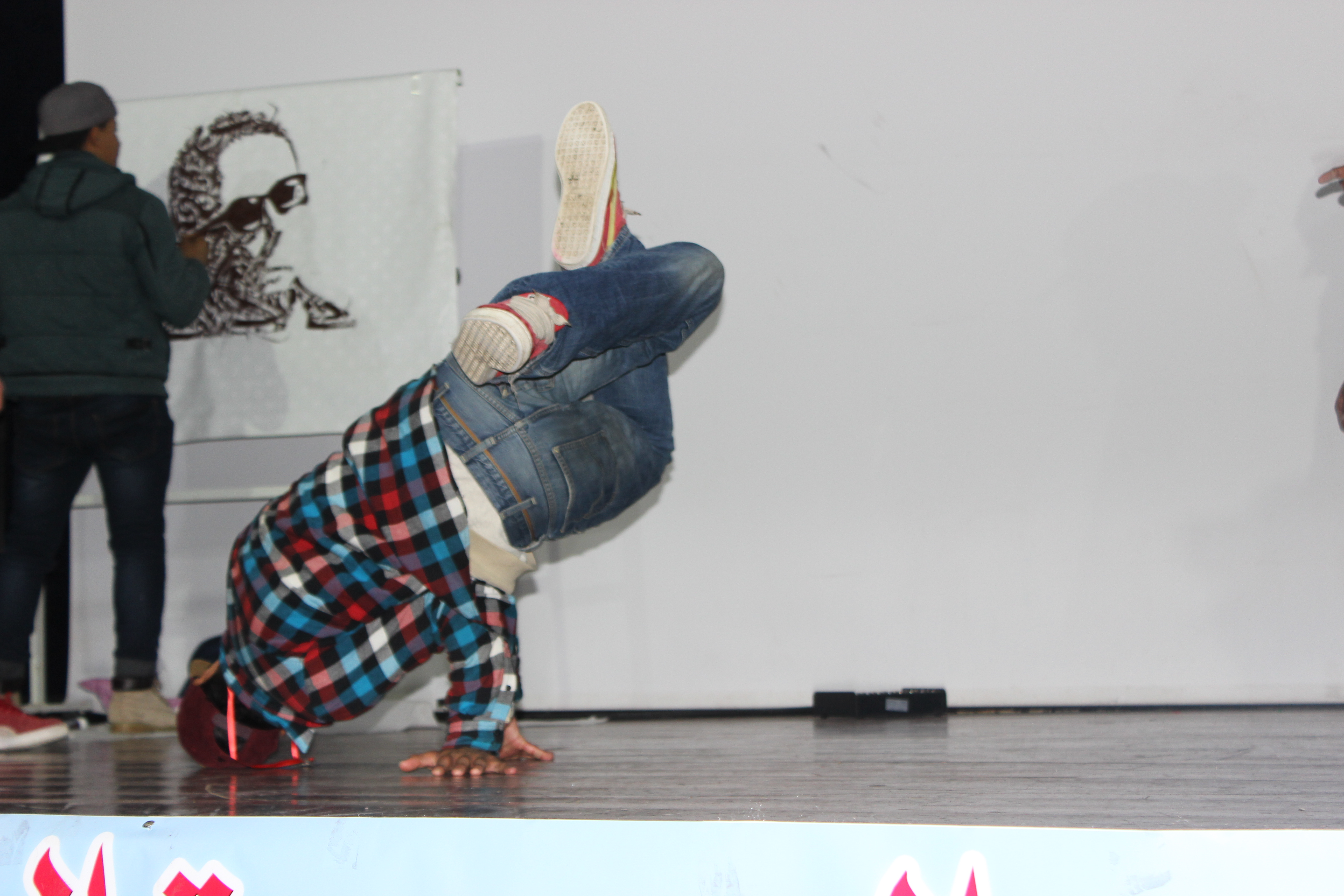
downrock